# Sparkassen-Arena (Jena)
Die Sparkassen-Arena ist eine Mehrzweckhalle im südlichen Stadtteil Burgau der thüringischen Großstadt Jena. Die Halle wird von der Basketballmannschaft der Medipolis SC Jena als Spielstätte genutzt.

## Geschichte
Im August 2013 wurde Richtfest auf der Baustelle gefeiert. Die offizielle Einweihung der Sparkassen-Arena mit einem umfangreichen Rahmenprogramm fand am 5. Januar 2014 mit dem Thüringenderby der früheren Science City Jena gegen die Oettinger Rockets Gotha (90:74) statt. Der sieben Millionen Euro teure Bau verfügt über 2.600 m2 Nutzungsfläche und bietet 3.000 Zuschauern Platz. Unter der Decke hängt ein 32 m2 großer LED-Videowürfel.
Neben sportlichen Veranstaltungen, wie Basketball, Handball oder Judo, finden in der Halle auch regelmäßig Konzerte, Stand-up-Comedyshows, Kongresse, Messen und Feiern wie Silvesterpartys oder ein Oktoberfest statt.
Im April 2017 fand das German Darts Masters in der Jenaer Halle statt, 2021 der World Cup of Darts. 2022 und 2023 fanden die German Darts Open in der Sparkassen-Arena statt.

## Galerie

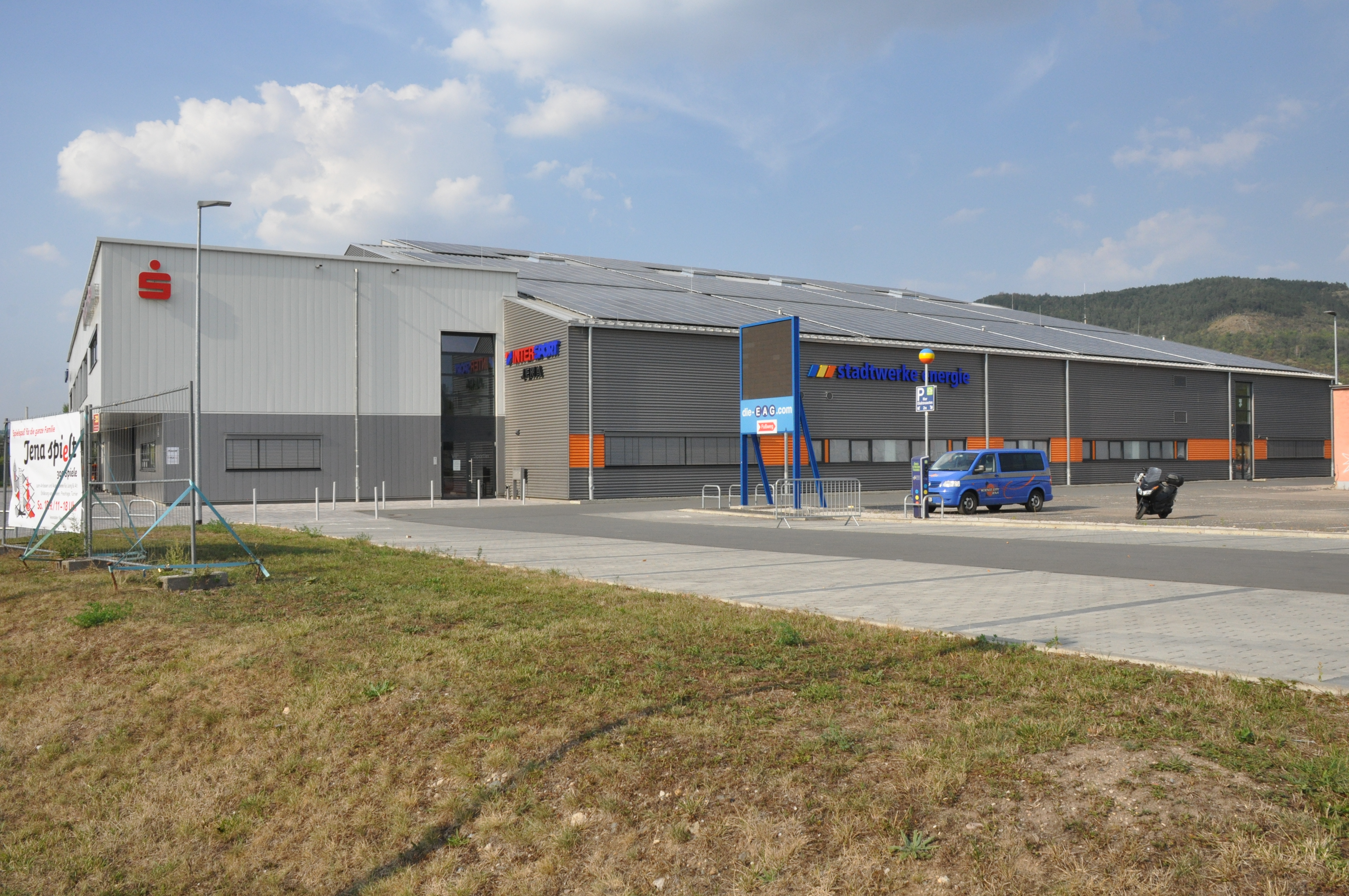
Sparkassenarena, Südseite